# Jim Courier
James Spencer "Jim" Courier, Jr. (Sanford, Florida, SAD, 17. kolovoza 1970.) bivši je američki tenisač. Povukao se iz profesionalnog tenisa 2000. godine. Ukupno je osvojio 23 turnira u pojedinačnoj konkurenciji, od čega 2 Roland Garrosa, 2 Australian Opena i po jedanput je bio finalist US Opena i Wimbledona. Radio je i kao teniski trener.